# Sonata per pianoforte

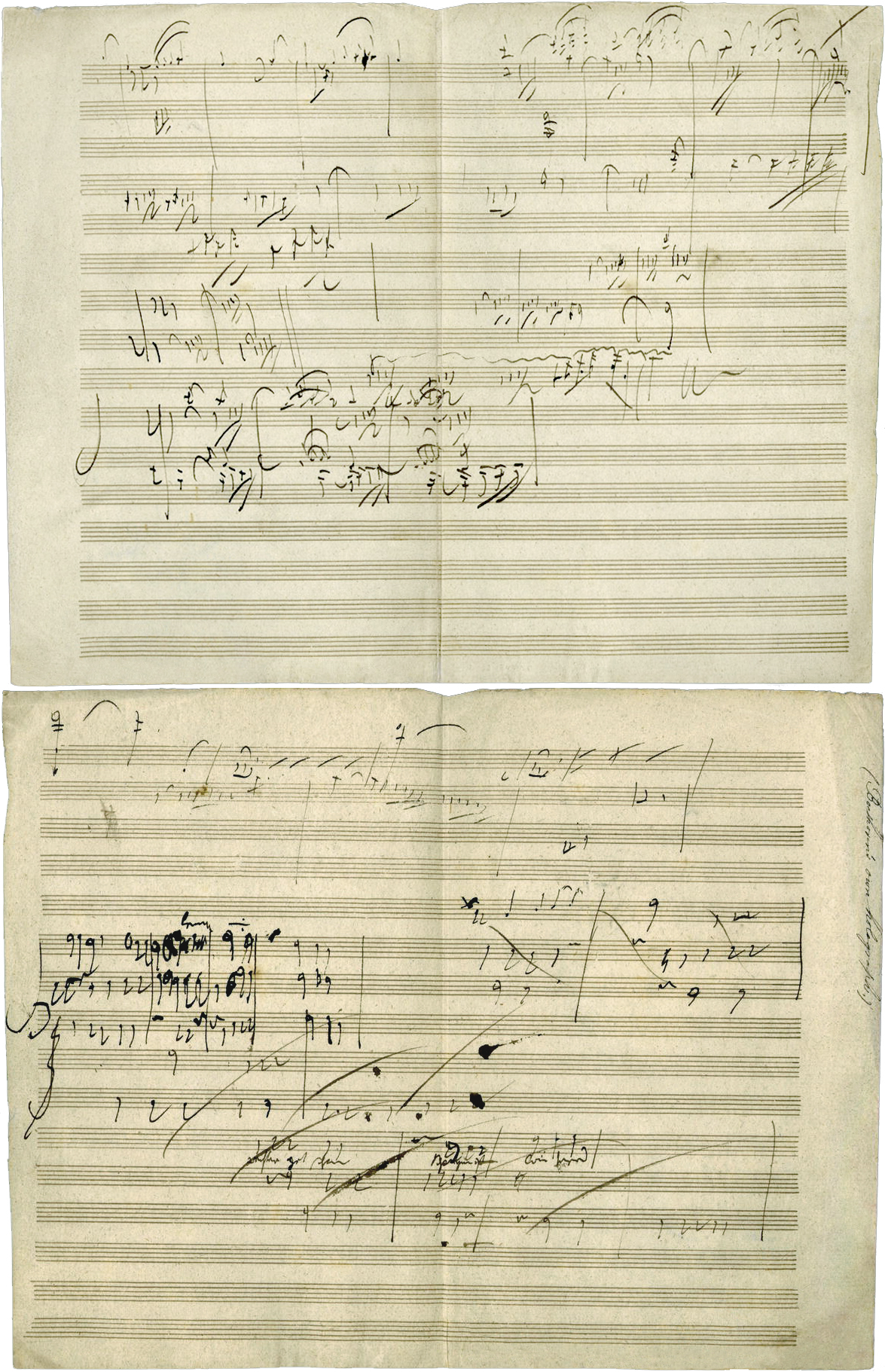
Manoscritto di Ludwig van Beethoven con annotazioni per la Sonata per pianoforte n. 28, IV Movimento, Geschwind, doch nicht zu sehr und mit Entschlossenheit (Allegro), scritte di suo pugno. Il pezzo fu completato nel 1816.

Una sonata per pianoforte è una sonata scritta per pianoforte solo. Le sonate per pianoforte di solito sono composte da tre o quattro movimenti, anche se ne esistono in un solo movimento (Scarlatti, Scriabin), in due movimenti (Beethoven, Haydn), cinque (Terza sonata per pianoforte di Brahms) o anche di più. Il primo movimento è di solito composto in forma sonata.

## La sonata per tastiera nel periodo Barocco
Nel periodo barocco, l'uso del termine "sonata" era generalmente riferito sia alla sonata da chiesa che alla sonata da camera, entrambe le quali erano sonate per vari strumenti (di solito uno o più violini con basso continuo). La sonata per tastiera è stata relativamente trascurata dalla maggior parte dei compositori del barocco musicale.
Le sonate di Domenico Scarlatti (di cui rimangono oltre 500 esemplari) sono state l'emblema della sonata per tastiera barocca, sebbene rimasero per la maggior parte inedite durante la vita di Scarlatti. La maggior parte di queste sonate sono composte da un movimento in forma binaria: entrambe le sezioni utilizzavano lo stesso materiale tematico ed erano scritte nello stesso tempo. Queste sonate sono apprezzate sia per la loro difficoltà tecnica che per il loro ingegno musicale e formale. L'influenza della musica popolare spagnola è evidente nelle sonate di Scarlatti.
Altri compositori di sonate per tastiera (scritte principalmente in due o tre movimenti) sono Marcello, Giustini, Durante e Platti.

## La sonata per pianoforte nel periodo Classico
Sebbene diversi compositori del XVII secolo avessero scritto pezzi per tastiera sotto la denominazione di "Sonata", fu solo in epoca classica, quando il pianoforte subentrò al clavicembalo, che la forma sonata salì alla ribalta e si affermò tra le principali composizioni musicali; da allora il termine "sonata per pianoforte" acquisì un significato preciso e una sua forma caratteristica.
Tutti i maggiori compositori dell'epoca classica, in particolare Joseph Haydn, Muzio Clementi, Wolfgang Amadeus Mozart e Ludwig van Beethoven, hanno scritto numerose sonate per pianoforte. Muzio Clementi scrisse oltre 110 sonate per pianoforte; anche per questo Clementi era noto come "Il Padre del Pianoforte". L'Op.2 di Clementi è considerata la prima reale sonata per pianoforte. Anche lo Schubert più giovane scrisse molte sonate.
Nell'insieme, le 32 sonate di Beethoven, tra cui le ben note Sonata Patetica e Sonata Al chiaro di luna, sono spesso considerate il più alto vertice compositivo raggiunto nella sonata per pianoforte.

## La sonata per pianoforte nel periodo Romantico
Con l'evolversi della musica nel periodo romantico dopo Beethoven e Schubert, le sonate per pianoforte continuarono ad essere composte, ma in numero minore; la forma assunse sfumature accademiche e in linea con i generi più brevi e compatibili con lo stile compositivo romantico. La Sonata in si minore di Franz Liszt si basa sul concetto di trasformazione tematica introdotto da Schubert nella sua Fantasia Wanderer del 1822 e da Beethoven nella sua Sonata Hammerklavier.
Le sonate per pianoforte sono state scritte nel corso del XIX ed anche nel XX secolo fino ai giorni nostri.